# G-Dragon-diszkográfia
G-Dragon dél-koreai énekes, rapper és zenei producer, a Big Bang együttes vezetője, 2025 májusával bezárólag három koreai és egy japán nagylemezt, két koreai középlemezt, számos kislemezt és videóklipet jelentetett meg szóló előadóként 2009 óta. Nagy- és középlemezeiből összesen több mint 700 000 darab fogyott, digitális dalletöltéseinek száma meghaladja a 25 milliót.

## Albumok

### Nagylemezek
| Cím                                        | Adatok | Legmagasabb helyezés | Legmagasabb helyezés | Legmagasabb helyezés | Eladás                                                   |               |               |
| Cím                                        | Adatok | KOR                  | JPN                  | US                   | Eladás                                                   |               |               |
| Koreai nyelvű                              | Koreai nyelvű | Koreai nyelvű        | Koreai nyelvű        | Koreai nyelvű        | Koreai nyelvű                                            | Koreai nyelvű | Koreai nyelvű |
| ------------------------------------------ | --- | -------------------- | -------------------- | -------------------- | -------------------------------------------------------- | ------------- | ------------- |
| Heartbreaker                               | - Dátum: 2009. augusztus 18. - Kiadó: YG Entertainment - Formátum: CD, digitális letöltés | 1                    | —                    | —                    | - KOR: 288 401                                           |               |               |
| Coup D’Etat                                | - Dátum: 2013. szeptember 13. (fizikai) (2013. szeptember 2.: Part I, digitális; 2013. szeptember 5.: Part II, digitális) - Kiadó: YG Entertainment, KT Music - Formátum: CD, digitális letöltés, Limited Edition LP | 1                    | 11                   | 182                  | - KOR: 195 603 - JPN: 19 138 - US: 2000+ - Bakelit: 8888 |               |               |
| Übermensch                                 | - Dátum: 2025. február 25. - Kiadó: - Formátum: CD, digitális letöltés |                      |                      |                      |                                                          |               |               |
| Japán nyelvű                               | |                      |                      |                      |                                                          |               |               |
| Coup d'Etat + One of a Kind & Heartbreaker | - Dátum: 2013. november 27. - Kiadó: YGEX - Formátum: CD, digitális letöltés | —                    | 2                    | —                    | - JPN: 130 601+                                          |               |               |

### Középlemezek
| One of a Kind                 | - Dátum: 2012. szeptember 15. - Kiadó: YG Entertainment - Formátum: CD, digitális letöltés | 1 | 12 | 161 | - KOR: 250 612 - JPN: 39 619 (koreai) - TWN: 10 000 (platina) |
| Kvon Dzsijong (Kwon Ji-young) | - Dátum: 2017. június 8. - Kiadó: YG Entertainment - Formátum: CD, digitális letöltés      |   | 3  | 192 | - JPN: 60 370                                                 |

### Projektalbumok
| GD & TOP (TOP-pal) | - Dátum: 2010. december 25. - Kiadó: YG Entertainment - Formátum: CD, digitális letöltés | 1 | 8 | - KOR: 192 097 - JPN: 16 854 (koreai) |

### Koncertalbumok
| 1st Live Album: Shine a Light                             | - Dátum: 2010. március 3. - Kiadó: YG Entertainment - Formátum: CD, digitális letöltés                                       | 1 | — | - KOR: 39 401 |
| 2013 G-Dragon World Tour Live CD [One Of A Kind in Seoul] | - Dátum: 2013. szeptember 3. - Kiadó: YG Entertainment - Formátum: CD, digitális letöltés                                    | 9 | — | - KOR: 21 359 |
| 2013 G-Dragon 1st World Tour [One Of A Kind] The Final    | - Dátum: 2013. november 22. - Kiadó: YG Entertainment - Formátum: digitális letöltés (csak a Genie szolgáltatáson keresztül) | — | — |               |

## Kislemezek
| Év   | Cím                                   | Legmagasabb helyezés | Legmagasabb helyezés | Eladás                       | Album         |
| Év   | Cím                                   | KOR Gaon             | KOR Billboard        | Eladás                       | Album         |
| ---- | ------------------------------------- | -------------------- | -------------------- | ---------------------------- | ------------- |
| 2009 | Heartbreaker                          | 1                    | —                    | KOR: 4 000 000+              | Heartbreaker  |
| 2009 | Breathe                               | 19                   | —                    | KOR: 2 000 000+              | Heartbreaker  |
| 2009 | A Boy                                 | 8                    | —                    |                              | Heartbreaker  |
| 2009 | Butterfly                             | 30                   | —                    |                              | Heartbreaker  |
| 2010 | Heartbreaker (Remix) (feat. Flo Rida) | 8                    | —                    |                              | Shine A Light |
| 2012 | That XX                               | 1                    | 3                    | KOR: 1 767 870               | One of a Kind |
| 2012 | One of a Kind                         | 9                    | 14                   | KOR: 619 402                 | One of a Kind |
| 2012 | Crayon                                | 3                    | 4                    | KOR: 1 746 682               | One of a Kind |
| 2013 | MichiGO                               | 22                   | 17                   | KOR: 287 998                 | Coup D’Etat   |
| 2013 | Coup D’Etat (feat. Diplo and Baauer)  | 5                    | 15                   | KOR: 430 164                 | Coup D’Etat   |
| 2013 | Crooked                               | 7                    | 2                    | KOR: 1 424 444 JPN: 100 000+ | Coup D’Etat   |
| 2013 | Who You                               | 1                    | 4                    | KOR: 981 454                 | Coup D’Etat   |
| 2017 | Untitled, 2014                        | 1                    | 3                    | KOR: 1 476 371               | Kvon Dzsijong |
| 2024 | Power                                 |                      |                      |                              |               |

## DVD-k
| Cím  | Adatok | Oricon legmagasabb helyezés |
| ---- | --- | --------------------------- |
| 2010 | 1st Live Concert : Shine A Light - Dátum: KOR: 2010. április 20., JPN: 2010. április 24. - Nyelv: koreai - Kiadó: YG Entertainment                       | 16                          |
| 2013 | G-DRAGON'S COLLECTION DVD: ONE OF A KIND - Dátum: KOR: 2013. április 2., JPN: 2013. március 27. - Nyelv: koreai, japán - Kiadó: YG Entertainment         | 9                           |
| 2013 | G-Dragon World Tour DVD [One Of A Kind in Seoul] - Dátum: KOR: 2013. szeptember 13., JPN: 2013. szeptember 18. - Nyelv: koreai - Kiadó: YG Entertainment | 6                           |
| 2013 | G-Dragon World Tour One Of A Kind In Japan Dome Special - Dátum: 2013. november 20. - Nyelv: japán - Kiadó: YG Entertainment                             | 3                           |
| 2013 | G-DRAGON'S COLLECTION DVD II: COUP D'ETAT - Dátum: KOR: 2013. december 24., JPN: 2013. december 25. - Nyelv: koreai, japán - Kiadó: YG Entertainment     | -                           |
| 2014 | G-Dragon World Tour DVD [One Of A Kind THE FINAL in Seoul + World Tour] - Dátum: JPN: 2014. február 12. - Nyelv: koreai - Kiadó: YG Entertainment        | -                           |

## Közreműködések
| Év                       | Előadó            | Album                        | Dal                                                  | Megjegyzés                           |
| ------------------------ | ----------------- | ---------------------------- | ---------------------------------------------------- | ------------------------------------ |
| 2014                     | Skrillex          | Recess                       | Dirty Vibe                                           | ft. Diplo, CL                        |
| 2013                     | Major Lazer       | Free the Universe            | Bubble Butt                                          | ft. Bruno Mars, T.O.P., Tyga, Mystic |
| 2012                     | PSY               | 싸이6甲 part1                | 청개구리 Cshonggeguri (Tree frog)                    |                                      |
| 2012                     | Pixie Lott        | YOUNG FOOLISH HAPPY          | Dancing on My Own                                    | ft. T.O.P.                           |
| 2011                     | Seungri           | VVIP                         | Open The Window                                      |                                      |
| 2010                     | Taeyang           | Solar                        | I Need a Girl                                        |                                      |
| 2009                     | W-inds            |                              | Rain Is Fallin’                                      | kislemez                             |
| 2009                     | Big Bang & 2NE1   |                              | Lollipop                                             | digitális kislemez                   |
| 2008                     | YMGA              | Made in R.O.K.               | What                                                 |                                      |
| 2008                     | Om Dzsonghva      |                              | D.I.S.C.O Part2                                      | digitális kislemez                   |
| 2008                     | Om Dzsonghva      | D.I.S.C.O                    | Party                                                |                                      |
| 2008                     | Gummy             | Comfort                      | Intro                                                |                                      |
| 2007                     | Kim Dzsohan       | Soul Family with Johan       | So in Love Part.2                                    |                                      |
| 2007                     | Lexy              | Rush                         | Super Fly                                            |                                      |
| 2006                     |                   | Samsung Anystar OST Bom Ver. |                                                      |                                      |
| 2006                     | Se7en             | Se7olution                   | Can You Feel Me                                      |                                      |
| 2006                     | Se7en             | 24/7                         | Run                                                  |                                      |
| 2003                     | Jun Masta Wu      | Masta Peace                  | Scarecrow                                            |                                      |
| 2003                     | Se7en             | Just Listen                  | Intro                                                |                                      |
| 2002                     |                   | Space HipHop Duck            | Opening Theme Ending Theme                           | filmzene                             |
| 2002                     | YG Family         | YG Family 2                  | Hip-Hop Gentelmen Why Be Normal To That Higher Place |                                      |
| 2002                     | Wheesung          | Like a Movie                 | Magic Eye                                            |                                      |
| 2001                     | Perry             | Perry By Storm               | G-Dragon Strom                                       |                                      |
| 2001                     | KOREA HipHop Flex | Realize Yourself             | G-Dragon HipHop Nation                               |                                      |
| Forrás: YG Entertainment |                   |                              |                                                      |                                      |

## Slágerlista-vezető szerzeményei
| Év   | Dal                  | Album                                                 | Egyedüli szerző | Társszerző |
| ---- | -------------------- | ----------------------------------------------------- | --------------- | ---------- |
| 2007 | Lies                 | Always                                                | Igen            |            |
| 2007 | Last Farewell        | Hot Issue                                             |                 | Igen       |
| 2008 | Sunset Glow          | Remember                                              |                 | Igen       |
| 2008 | Haru haru            | Number 1                                              |                 | Igen       |
| 2009 | Heatbreaker          | Heartbreaker                                          |                 | Igen       |
| 2010 | High High            | GD & TOP                                              |                 | Igen       |
| 2011 | Tonight              | Tonight                                               |                 | Igen       |
| 2011 | Love Song            | Big Bang Special Edition                              |                 | Igen       |
| 2011 | I Cheated            | Infinity Challenge: West Coast Highway Music Festival |                 | Igen       |
| 2012 | Blue                 | Alive                                                 |                 | Igen       |
| 2012 | Fantastic Baby       | Alive                                                 |                 | Igen       |
| 2012 | Monster              | Still Alive                                           |                 | Igen       |
| 2012 | That XX              | One of a Kind                                         |                 | Igen       |
| 2012 | Crayon               | One of a Kind                                         |                 | Igen       |
| 2013 | Who You?             | Coup D'Etat                                           |                 | Igen       |
| 2013 | Ringa Linga          | Taeyang: Rise                                         |                 | Igen       |
| 2014 | Good Boy ft. Taeyang |                                                       |                 | Igen       |

## Egyéb slágerlistás dalok
| Év   | Cím                                                | Legmagasabb helyezés | Legmagasabb helyezés | Eladás         | Album         |
| Év   | Cím                                                | KOR Kaon             | KOR Billboard        | Eladás         | Album         |
| ---- | -------------------------------------------------- | -------------------- | -------------------- | -------------- | ------------- |
| 2009 | The Leaders (Feat. Teddy Park & CL)                | 15                   | —                    |                | Heartbreaker  |
| 2009 | Hello (Feat. Sandara Park)                         | 10                   | —                    |                | Heartbreaker  |
| 2009 | She's Gone (Feat. Kush)                            | 33                   | —                    |                | Heartbreaker  |
| 2009 | Korean Dream (feat. Taeyang)                       | 37                   | —                    |                | Heartbreaker  |
| 2009 | Gossip Man                                         | 22                   | —                    |                | Heartbreaker  |
| 2009 | 1 Year Station                                     | 54                   | —                    |                | Heartbreaker  |
| 2012 | In The End (feat. Kim Dzsiszu (Kim Jisoo)          | 10                   | 15                   | KOR: 540 470   | One of a Kind |
| 2012 | Missing You (feat. Kim Juna (Kim Yoon-Ah), Jaurim) | 2                    | 2                    | KOR: 1 772 172 | One of a Kind |
| 2012 | Today (feat. Kim Dzsongvan (Kim Jongwan), Nell)    | 17                   | 20                   | KOR: 619 402   | One of a Kind |
| 2013 | Niliria (feat. Missy Elliott)                      | 9                    | 30                   | KOR: 239 129   | Coup D'Etat   |
| 2013 | Black (feat. Jennie Kim)                           | 2                    | 3                    | KOR: 871 025   | Coup D'Etat   |
| 2013 | R.O.D. (feat. Lydia Paek)                          | 6                    | 21                   | KOR: 418 656   | Coup D'Etat   |
| 2013 | I Love It (feat. Zion.T and Boys Noize)            | 20                   | 13                   | KOR: 262 125   | Coup D'Etat   |
| 2013 | Shake the World                                    | 25                   | 29                   | KOR: 185 423   | Coup D'Etat   |
| 2013 | Runaway                                            | 27                   | 26                   | KOR: 181 284   | Coup D'Etat   |
| 2013 | Niliria (G-Dragon ver.)                            | 32                   | 38                   | KOR: 136 575   | Coup D'Etat   |
| 2013 | You Do                                             | 35                   | —                    | KOR: 104 333   | Coup D'Etat   |

## Videóklipek
| Év   | Videóklip                     | Hossz | Album                        | Hivatalos klip a YouTube-on | Megjegyzés                     |
| ---- | ----------------------------- | ----- | ---------------------------- | --------------------------- | ------------------------------ |
| 2001 | G-Dragon a.k.a My Age is 13   | 4:16  | 2001 Korea HipHopFlex        |                             |                                |
| 2001 | Perry: Storm                  | 3:20  | Perry By Storm               | YGEntertainment             | Feat. G-Dragon, Masta Wu, Sean |
| 2002 | YG Family: Hip Hop Gentlemen  | 4:24  | YG Family 2                  | YGEntertainment             |                                |
| 2002 | YG Family: YMCA Baseball Team | 3:47  | YG Family 2                  | YGEntertainment             |                                |
| 2002 | YG Family: Get Ready          | 4:07  | YG Family 2                  |                             | csak szereplő                  |
| 2003 | 1TYM: Hot                     | 4:16  | Once N 4 All                 | YGEntertainment             | csak szereplő                  |
| 2004 | Jinusean: Telephone number    | 3:36  | Norabose                     | YGEntertainment             | csak szereplő                  |
| 2009 | W-Inds.: RAIN IS FALLIN'      | 3:59  | Rain Is Fallin'/Hybrid Dream |                             |                                |
| 2009 | 2NE1: Fire (Street Ver.)      | 3:48  | 2NE1 1ST MINI ALBUM          | YGEntertainment             | cameo                          |
| 2009 | Seungri: Strong Baby          | 3:53  | Remember                     | BIGBANG                     |                                |
| 2009 | Heartbreaker                  | 3:51  | Heartbreaker                 | YGEntertainment             |                                |
| 2009 | Breathe                       | 3:41  | Heartbreaker                 | YGEntertainment             |                                |
| 2009 | She's Gone                    | 3:14  | Heartbreaker                 |                             | csak koncerten vetítették      |
| 2009 | Butterfly                     | 3:47  | Heartbreaker                 | YGEntertainment             |                                |
| 2009 | A Boy                         | 3:42  | Heartbreaker                 | YGEntertainment             |                                |
| 2010 | Gmarket Party!                | 2:48  |                              | GmarketZone                 | albumon nem jelent meg         |
| 2010 | Taeyang: I Need A Girl        | 5:54  | Solar                        | YGEntertainment             | csak szereplő                  |
| 2012 | Se7en: When I Can't Sing      | 4:21  | SE7EN Mini Album Vol. 2      | OfficialSe7en               | csak szereplő                  |
| 2012 | One of A Kind                 | 3:29  | One of a Kind                | BIGBANG                     |                                |
| 2012 | That XX                       | 3:35  | One of a Kind                | BIGBANG                     |                                |
| 2012 | Crayon                        | 3:45  | One of a Kind                | BIGBANG                     |                                |
| 2013 | MichiGO                       | 3:44  | Coup D'Etat                  | BIGBANG                     |                                |
| 2013 | Coup D'Etat                   | 3:22  | Coup D'Etat                  | BIGBANG                     |                                |
| 2013 | Crooked                       | 3:46  | Coup D'Etat                  | BIGBANG                     |                                |
| 2013 | Who You?                      | 5:38  | Coup D'Etat                  | BIGBANG                     |                                |